# Cimek
El Cimek es un tipo de cyborg aparecido en las novelas de Brian Herbert sobre el Yihad Butleriano de Dune.
Cimek es el término por el que definen a los robots con mente humana. El cimek tiene distintas formas de combate con una zona habilitada especialmente para acoplar un contenedor cerebral. El contenedor cerebral lleva en su interior el cerebro vivo de un ser humano, que mediante electrolíquidos y unos conectores neurales llamados "mentrodos" puede manejar el cuerpo robótico como si fuera el suyo propio.
En princípio, la palabra Cimek se refiere a un tipo específico de cyborgs creados al princípio de la Era de los Titanes. Veinte grandes dirigentes y generales de distintos planetas (Agamenón, Juno, Hécate, Dante, Ajax, Barbarroja, Jerjes y otros) se deshicieron de su mortalidad a cambio de cambiar su cuerpo biológico por uno robótico. Estos 20 cimek se denominaron a sí mismos Titanes.
Aunque mil años después de la creación de los 20 Titanes se seguían creando Cimek, los cuerpos robóticos y los procesos para crearlos eran más modernos por lo que se les solía llamar Neocimek.
Aunque un Cimek y un Neocimek son prácticamente iguales, se utiliza la palabra Cimek para referirse a los veinte Titanes y Neocimek para cualquier humano convertido a cyborg después de los Titanes.
- Datos: Q5769360